# Slizobedla lesklá
Slizobedla lesklá (Limacella illinita) je vzácný druh houby z čeledi muchomůrkovité (Amanitaceae).

## Znaky
Klobouk v průměru dorůstá 2–15 cm, v mládí polokulovitý se postupně rozevírá na zvoncový, klenutý až plošně rozložený, postupně vyniká tupý středový hrbol. Pokožka je hladká, pokrytá velmi silnou slizovou vrstvou, která často typicky přetéká přes okraj. Barvu má bílou, smetanovou, žlutavě okrovou až šedivou.
Bílé, jemné lupeny jsou na klobouku hustě uspořádané, u třeně jsou volné. Výtrusný prach je bílý.
Třeň je 5–10 cm dlouhý, válcovitý, měkký, obdobné barvy i struktury jako klobouk, má slizovitý prsten, hlíza chybí.
Dužnina je slizká, bílá až nažloutlá, lepkavá, chuť i vůně jsou moučné.

## Užití
Jedlá houba.

## Ekologie
Od srpna do října roste vzácně tento druh v lesích (listnatých i jehličnatých) s výživným, humusovým podložím.

## Rozšíření
Výskyt druhu byl popsán v oblastech Severní Ameriky, Brazílie, Evropy, Ruska a Japonska.

## Galerie

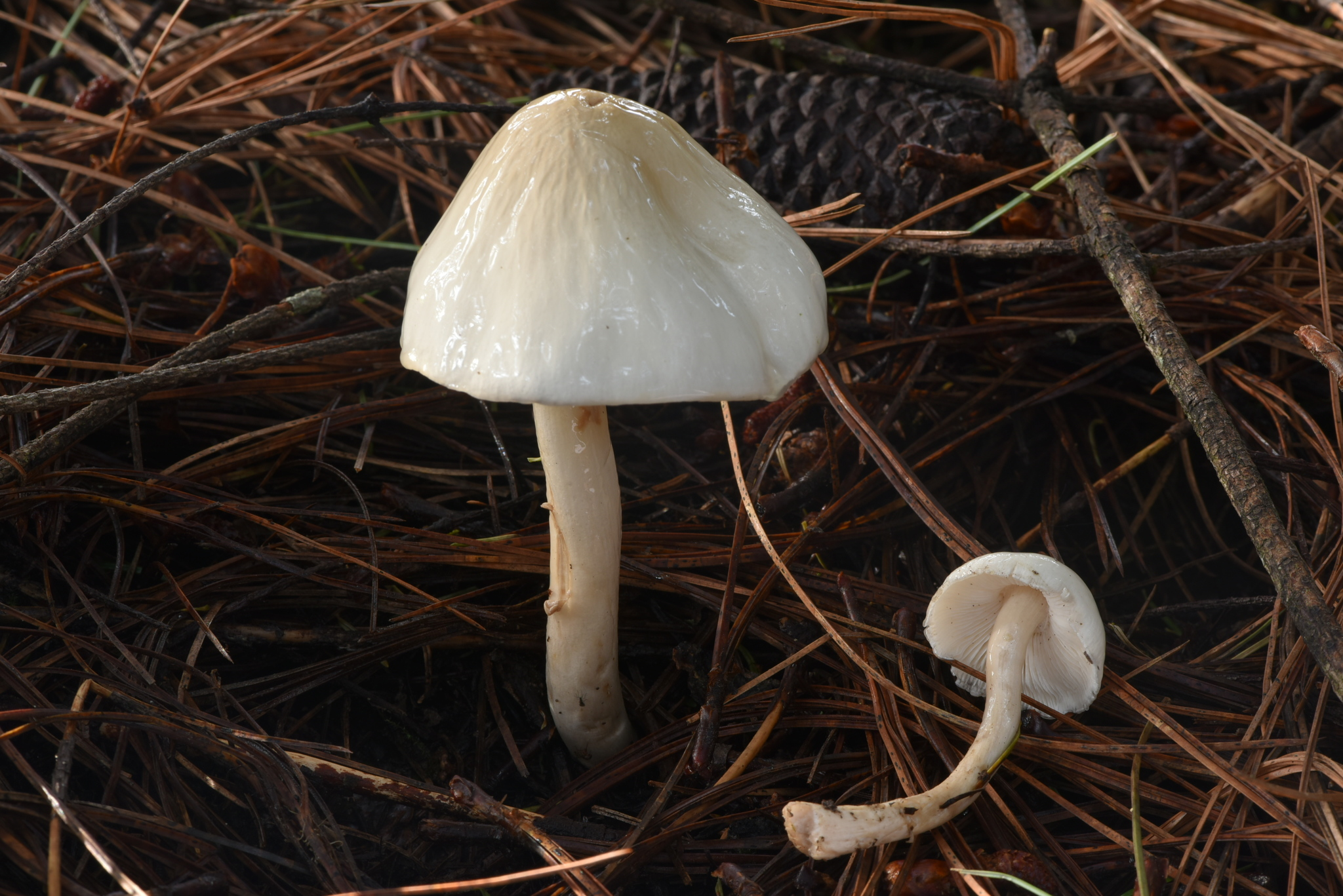
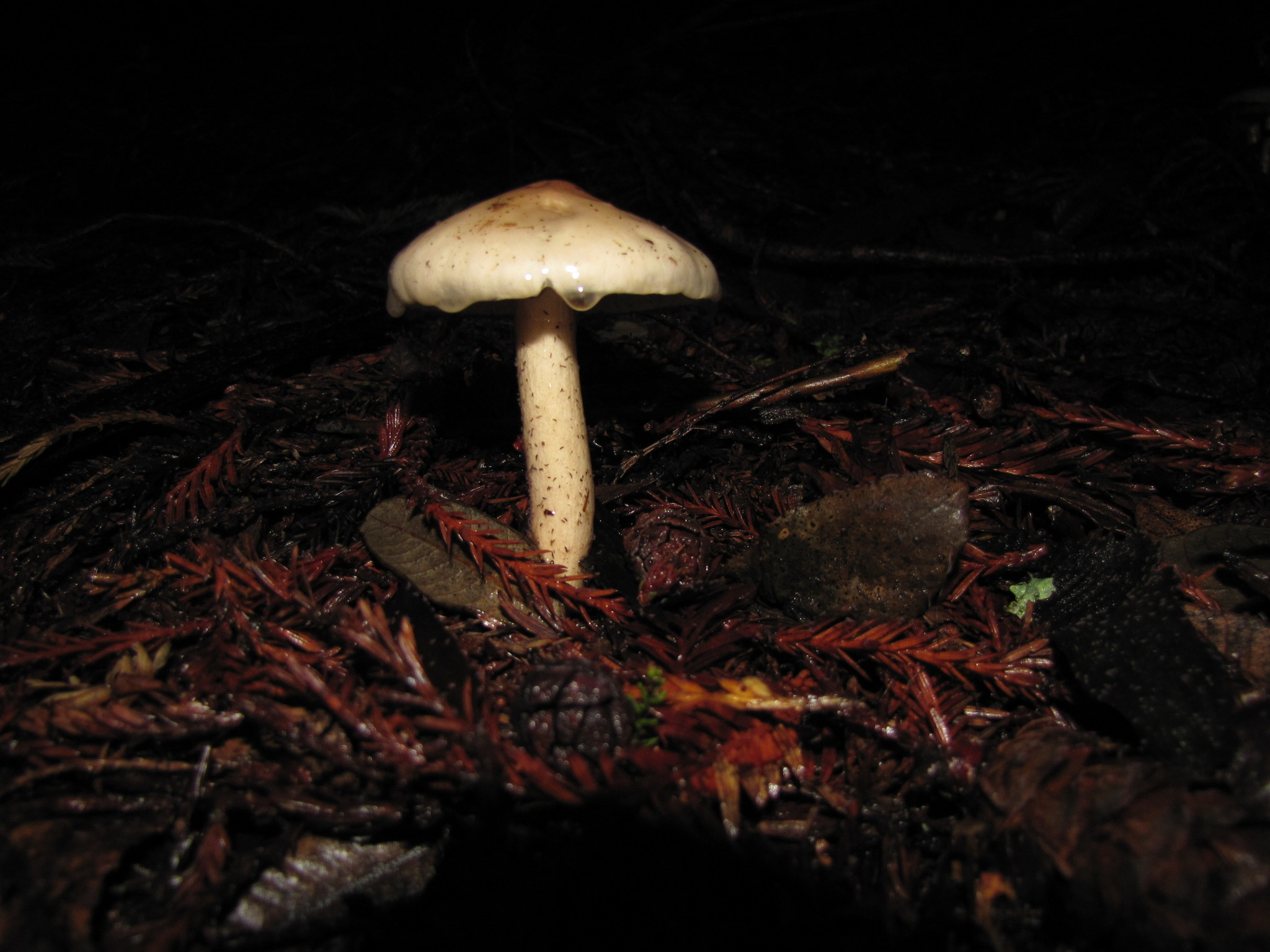
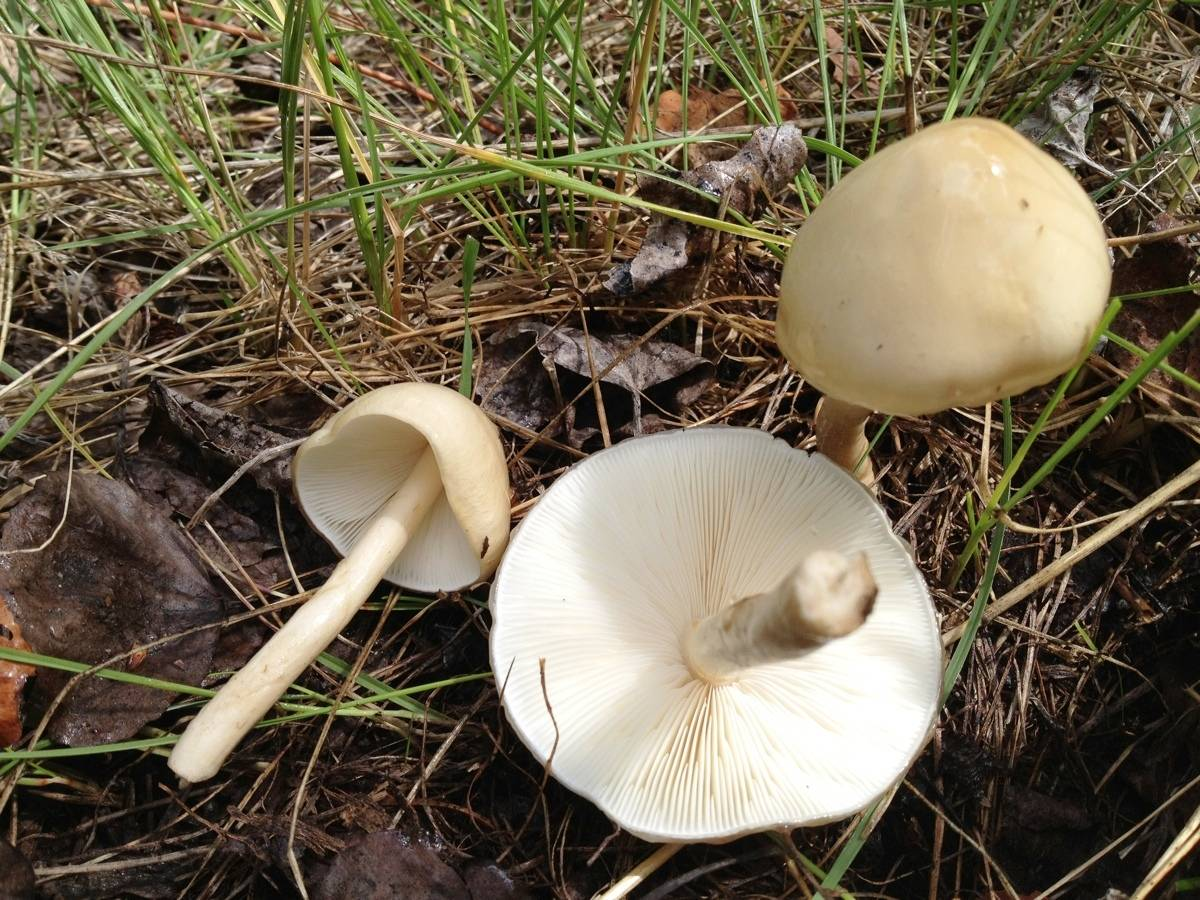
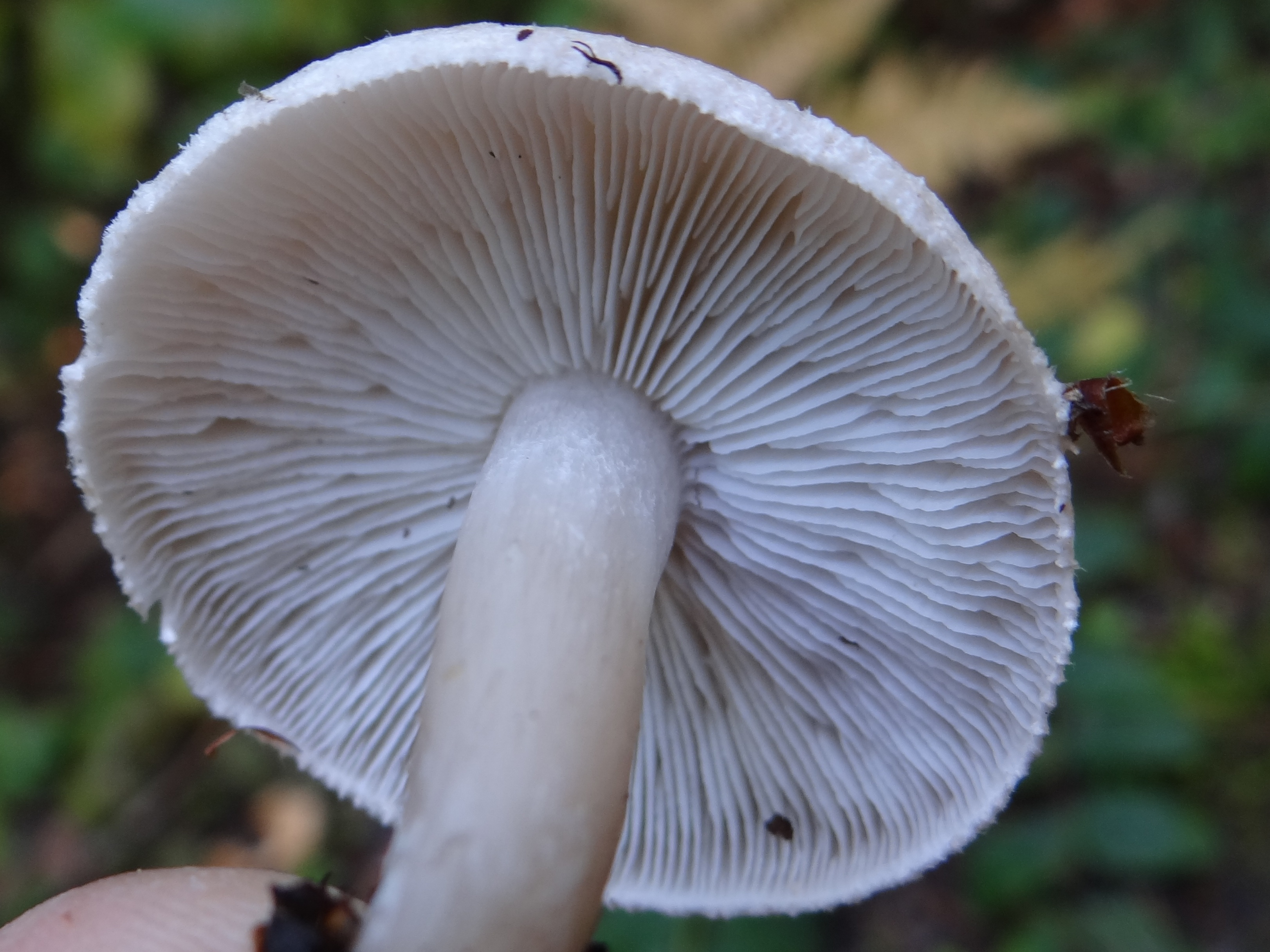
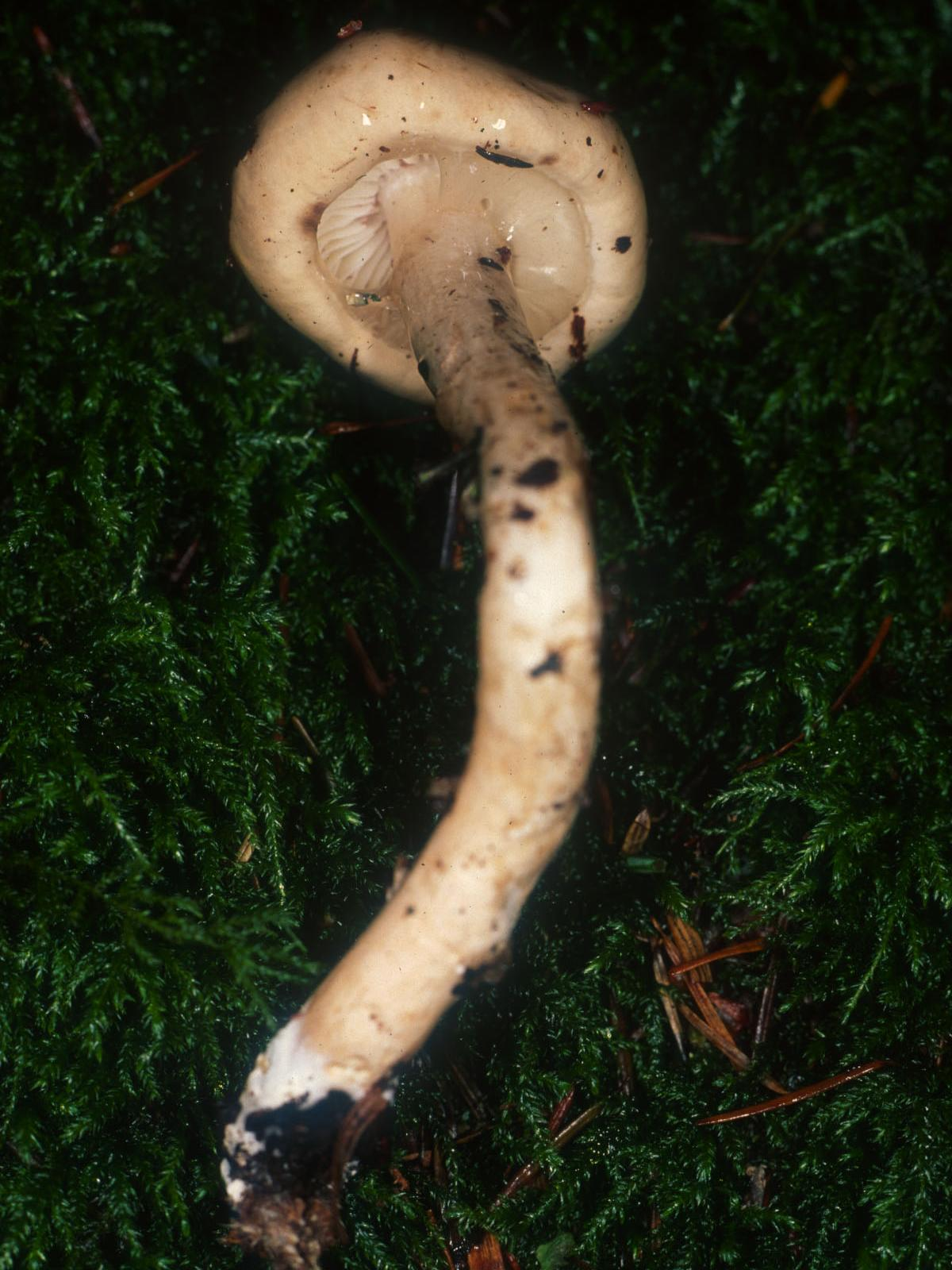

## Možnost záměny
Zaměnitelná s ostatními zástupci rodu slizobedla.